# Rigoberto Paredes
Rigoberto Paredes (*Santa Bárbara, Honduras, 26 de abril de 1948 – Tegucigalpa, 9 de marzo de 2015) fue un poeta, ensayista y editor hondureño.

## Biografía
(Trinidad, Santa Bárbara, Honduras, 26 de abril de 1948 – Tegucigalpa, Honduras, 9 de marzo de 2015). Poeta, ensayista y editor. Perteneció a los grupos literarios: Tauanka de Tegucigalpa y Punto Rojo de Colombia. Ha recibido el premio   It-zamná de Literatura, otorgado en 1983 por la escuela Nacional de Bellas Artes de Honduras y el Premio Nacional de Literatura Juan Ramón Molina (2006). Ha sido finalista en los Certámenes internacionales de poesía de Casa de Las Américas (Cuba), EDUCA (Centroamérica) y Plural (México). Como poeta, participó en recitales personales y colectivos en festivales celebrados en Honduras y varios países americanos y europeos, como España, Francia, Costa Rica, Nicaragua, El Salvador, Guatemala, Estados Unidos de América, México, Colombia, Argentina y Chile.
Fungió como Viceministro de Cultura, Diplomático de Honduras en México y Director de Asuntos Culturales del Ministerio de Relaciones Exteriores, también fue es asesor cultural del  expresidente Manuel Zelaya. 
Ha sido cofundador de los proyectos editoriales: Editorial Guaymuras, Editores Unidos y Ediciones Librería Paradiso, así como de las revistas Alcaraván, Paradiso,  Imaginaria y Galatea.
Cofundador del proyecto cultural Librería Café Galería Paradiso, 1988, desde donde promovió las artes.

## Obras
Su obra comprende:
- En el Lugar de los hechos (1974)
- Las cosas por su nombre (1978)
- Materia prima (1987)
- Fuego lento (1989)
- Colección de ensayos Literatura Hondureña (1987)
- La estación perdida (2002);
- Obra y Gracia (2006)
- Segunda Mano (2011)
- Lengua Adversa (2012)
- Partituras para chelo y caramba (2013)
- Irreverencias y Reverencias (2015)
- Fue coautor, junto con Roberto Armijo, de la antología Poesía contemporánea de Centroamérica, publicada en Barcelona.